# Česko-izraelské vztahy
Česko-izraelské vztahy jsou bilaterální vztahy mezi Českem a Izraelem. Česká republika má tradičně dobré vztahy s židovským státem, což navazuje na období vzniku Izraele (1948). Naopak Československé vztahy v padesátých až osmdesátých letech v souvislosti s příslušností k Východnímu bloku dobré nebyly.

## V době vzniku Izraele
Dobré vztahy mají základ již v období sionismu díky osobnosti prvního československého prezidenta Tomáše Garrigua Masaryka. Je to zejména jeho rázné vystupování proti antisemitismu v kauze Leopolda Hilsnera (od roku 1899). Další respekt a vděčnost si získal návštěvou britské Palestiny na jaře 1927. I když to byla návštěva soukromá a utajená, je oceňována jako jediná návštěva hlavy státu jišuvu. Československo po své vzniku oficiálně uznalo židovskou národnost a v letech 1921, 1923 a 1933 hostilo Mezinárodní sionistický kongres.
Po druhé světové válce podporoval sionistickou myšlenku prezidentův syn a šéf československé diplomacie Jan Masaryk a nakloněn jí byl i prezident Edvard Beneš. Podstatnou roli však hrála i mezinárodní situace a počáteční podpora Sovětského svazu, který chtěl expandovat mocenský vliv na Blízký východ při příležitosti stahování Británie. Československá podpora Izraele trvala i po Únoru 1948 během první arabsko-izraelské války (1948–1949).
Československo bylo v květnu 1947 vybráno do jedenáctičlenné Zvláštní komise OSN pro Palestinu, která připravila návrh na ukončení britského mandátu Palestina a plán na rozdělení Palestiny, který pak schválilo Valné shromáždění OSN a na jeho základě vyhlásil Izrael nezávislost.
Československá vláda uznala nezávislost Izraele 5 dní po jejím vyhlášení, tj. 19. května 1948. Diplomatické styky mezi zeměmi byly zahájeny 3. července 1948.
Československá vláda však také Izrael v době vzniku výrazně podporovala vojensky. Již od roku 1947 to byly dodávky vojenské techniky a zbraní, které pořizovala Židovská agentura zpočátku nelegálně letecky v rámci operací Chasida a Balak. Také ještě před vznikem Izraele v Československu začala Akce DI neboli „Důvěrné Izrael“, ve které se cvičili vojenští specialisté (výsadkáři, tankisté ap.) v Ralsku i jinde. 

## Od padesátých let do konce komunismu
Zklamání očekávání Sovětského svazu (SSSR) a Východního bloku z podpory Izraele však brzy vedlo k zásadní změně jejich postoje. Již na začátku padesátých let to byla nová vlna antisemitismu, v Československu představovaná procesem s Rudolfem Slánským. Přesun na stranu ligy arabských států usilujících o zničení Izraele ilustruje Egyptsko-československá obchodní dohoda z roku 1955, která umožnila Sovětskému svazu zásobovat předního izraelského protivníka zbraněmi v rámci suezské krize (1956). Po šestidenní válce v roce 1967 byly přerušeny i diplomatické styky. Komunistický režim šířil podobně jako všechny socialistické země protiizraelskou propagandu. 

## Po roce 1989

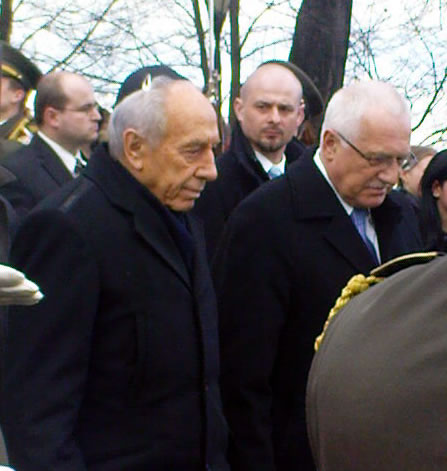
Izraelský prezident Šimon Peres (vlevo) a český prezident Václav Klaus při ceremonii na Národním hřbitově Terezín, 3/2009

Po sametové revoluci došlo k obnovení vzájemných vztahů v rámci nového zahraničněpolitického směřování země, na jehož tvorbě měl zásadní podíl prezident Václav Havel. Již několik týdnů po jeho zvolení byly obnoveny diplomatické vztahy při návštěvě izraelského ministra zahraničí Moše Arense v Praze. V dubnu 1990 Havel navštívil jako první hlava státu z postkomunistických zemí Izrael, kde obdržel čestný doktorát Hebrejské univerzity. V létě 1990 bylo zřízeno izraelské velvyslanectví v Praze a stejně tak český zastupitelský úřad v Izraeli, reciproční návštěva Chajima Herzoga v Československu se uskutečnila následující rok. Havel se také zasazoval o zrušení rezoluce OSN z roku 1975, která označovala sionismus za formu rasismu.
V říjnu 2016 přijal český parlament návrh odsuzující rezoluci UNESCO o Palestině, která vynechala odkaz na židovské dědictví Zdi nářků a dalších historických památek v Jeruzalémě, přičemž poslanci obviňovali UNESCO z antisemitismu a rezoluci označili za „nenávistnou“. Ofir Akunis, izraelský ministr vědy a technologie, poděkoval českému parlamentu a zemi, označil to za „hrdinský čin“ a znovu potvrdil úzký vztah mezi zeměmi.
Český ministr zahraničí Tomáš Petříček v březnu 2019 odsoudil Izrael za anexi syrských Golanských výšin, které označil za okupované území. Petříček také kritizoval plánovanou izraelskou anexi části okupovaného Západního břehu Jordánu. Česká pobočka Židovského národního fondu a Česká společnost přátel Izraele žádaly odvolání Petříčka z funkce ministra zahraničí a o odvolání Petříčka požádal také český prezident Miloš Zeman, který je velkým stoupencem Izraele.

## Současnost

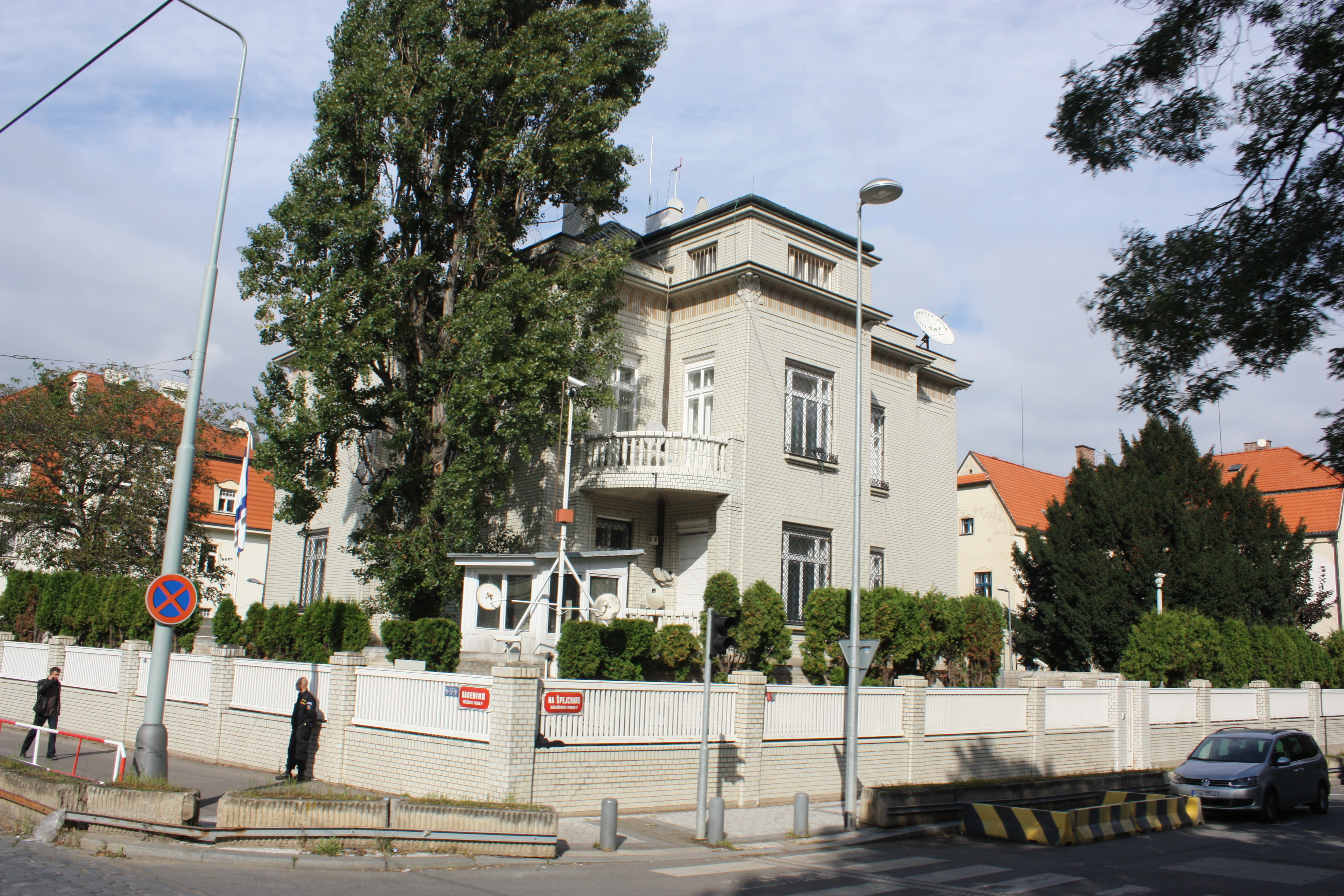
Izraelské velvyslanectví v Praze

Česko má ambasádu v Tel Avivu a čtyři honorární konzuláty (v Ejlatu, Haifě, Jeruzalémě a Ramat Ganu). Česká republika de facto oficiálně uznává Západní Jeruzalém jako hlavní město Izraele od znovunavázání diplomatických vztahů v roce 1990. Trvale je diskutovaná možnost přesunu ambasády do Jeruzaléma, Poslanecká sněmovna vyzvala 10. října 2023 vládu, aby ve vhodném okamžiku přesun uskutečnila.
Izrael má ambasádu v Praze na Špejchaře.
V Česku žije přibližně 3000 Židů. Obě země jsou členem Unie pro Středomoří. Od 17. srpna 2021 je izraelskou velvyslankyní v Česku Anna Azari, zatímco českou velvyslankyní v Izraeli je Veronika Kuchyňová Šmigolová.